# 熱量食
熱量食（ねつりょうしょく）は、日本軍が戦闘時の食糧として用いた携帯栄養補助食の一つである。開発は陸軍糧秣廠が行い、制定は1931年（昭和6年）である。軍制式品の他、民間製造品などいくつかの種類が存在する。制式としての熱量食は1938年（昭和13年）から1939年（昭和14年）に軍粮精（キャラメル）に改変された。熱量食は補助的な食品であり、一例では1933年（昭和8年）の輸送計画中、関東軍に届けられる食糧弾薬のうち、熱量食616貫が甘味品として分類されている。

## 原料とコスト
熱量食はその名が示すように、粉乳、酵母、ブドウ糖を主成分とする高カロリー（熱量）の携帯食である。形状、個数は製品によりさまざまであるが、一例ではカロリーメイト様の長方体をしたブロック状の2本を一食分として防水紙に包装し、紙箱に収めている。激戦地の部隊へ増加食として配給された。また車輌部隊や騎兵部隊で使用され、山岳戦では歩兵部隊に重宝された。これは補給に際し、航空機からの空中投下が容易なためだった。
1933年（昭和8年）、イタリア大使館付武官から日本陸軍に対して熱量食に対する問合せがあり、日本陸軍では簡単な熱量食の成分と製法について回答している。説明内容は以下の通りである。
原料
- ブドウ糖、バター、白砂糖、スターチ、イースト、パウダー、ミルク、レシチン、緑茶など

熱量食には夏季用と冬季用の2種類が存在した。夏季用は冬季用よりもバターとイーストの量を減らし、コロイド成分を加えた。熱量は50gで約250カロリー（大カロリー。現在の250キロカロリー）である。コストは1個50gで約10銭であった。製造方法は原料を水と混合、煮詰めて冷却する。これを平面ローラーで成形し、切断して包装する。保存期限は夏季用で約一年、冬季用で4ヶ月である。保存は冷所で行った。

## 製造数
陸軍糧秣廠により1931年に制式化された熱量食は、相当数が生産、使用された。
1933年2月4日、陸軍糧秣廠に対し、作戦に備えて2月20日までに関東軍奉天倉庫へ試製熱量食15万個を輸送するよう命令が行われた。このときの熱量食は内容量50gのもので、費用は16,200円を目処とするよう求められた。また昭和8年度北満冬期試験用として、陸軍糧秣廠から関東陸軍倉庫新京支庫へ10,000個が輸送された。
1937年（昭和12年）9月12日、方参三電第五二號において、甲集団参謀長は衣糧課次官へ向け、作戦上の要求により糧食の追送を要請した。内容は熱量食、栄養素などを混合し、20万個を9月下旬までに、50万個を10月上旬までに送り届けるするものだった。これに対し1937年9月13日の甲集団参謀長への電報では、栄養食・熱量食などは9月下旬までに20万個、10月上旬までに25万個を加給品に混合して送付、また栄養食25万個を別に十月上旬までに送付すると回答した。
1938年から1939年にかけて熱量食は制式から外され、後継には軍粮精があてられているが、熱量食の使用自体は続けられた。1940年（昭和15年）1月23日、北支那方面軍用の食糧として、甲集団経理部長は野戦経理長官に対し、2月15日までに酷寒地作戦部隊用の熱量食50,000個、その他の物資を天津へ追送するよう要請した。これに応じ、1940年2月3日、陸軍糧秣廠は北支那軍野戦貨物廠へ熱量食50,000個、携帯甘酒50,000個、調味用乾魚20,000個を追送した。